# Köznyelv
A köznyelv (németül Gemeinsprache) az igényes nyelvi érintkezés eszköze. Általában az irodalmi nyelvhez képest határozzák meg, vagy mint az irodalmi nyelv beszélt változataként, vagy mint az irodalmi nyelv alatt elhelyezkedő, annál alacsonyabb szintű rétegnyelvet. Főleg beszélt, közösségi célú nyelv. Olyan előfordulásaival lehet találkozni, mint a színpadi nyelv, pódiumnyelv (szónoki nyelv), katedranyelv (tanári beszéd) stb. (Területenként különböző, a nyelvjárásokkal átmeneti formáit regionális köznyelveknek nevezik.)

## A köznyelv meghatározása[1]
A köznyelv vagy nyelvi standard olyan összefoglaló fogalom, amely az írott és a beszélt köznyelvet egyaránt magába foglalja. A nyelvi egységesítés a magyar nyelv esetében is először az írott nyelv szintjén valósult meg, ennek elterjedése hatott a beszélt nyelvi egységesülési folyamatokra.
Minden nyelv a különböző nyelvváltozatok összességének tekinthető. Az egyes nyelvváltozatok kisebb-nagyobb eltéréseket mutatnak egymáshoz képest (pl. elterjedtségükben, presztízsükben).
A köznyelv az a nyelvváltozat, amely
- használatában sem területi, sem társadalmi szempontból nem korlátozott,
- sokfunkciós, változatos kommunikációs helyzetekben alkalmazott,
- a legkiműveltebb nyelvváltozat,
- a nyilvános nyelvhasználat tipikus formája írásban és szóban egyaránt (pl. a hivatalos tömegtájékoztatás, a közigazgatás, az oktatás, a tudományok, a szépirodalom, a választékos, ünnepélyes közlések nyelvváltozata),
- általában mintának tekintett minden társadalmi szinten, magasabb presztízzsel rendelkezik,
- az anyanyelvi beszélők többségének, legalább passzívan, a nyelvtudásának része.

## Viszonya sztenderd nyelvváltozathoz
Egyesek a köznyelvet a sztenderd nyelvváltozattal azonosítják.
A sztenderd nyelvváltozat mint szociolingvisztikai kifejezés nem feleltethető meg sem az „irodalmi nyelv”, sem az (igényes) „köznyelv” fogalmának (ugyanis ez utóbbiakkal szemben a sztenderd egy létező nyelvváltozat neve), bár a hétköznapi nyelvhasználatban és a hagyományos nyelvészetben újabban  – szinonimaként használják ezeket.

## Szakirodalom
- A magyar stilisztika útja. Sajtó alá rendezte, a lexikont írta és a bibliográfiát összeállította Szathmári István. Budapest, 1961
- Jakab István: Az irodalmi nyelv, köznyelv, nyelvjárások rendszerezési és terminológiai kérdéséhez. Irodalmi Szemle 17 (1974): 431–42.
- Károly Sándor: Az irodalmi nyelv , köznyelv, írott nyelv elnevezésekről. Magyar Nyelvőr, 85: 385–99.
- Martinkó András: Köznyelv. In: Világirodalmi lexikon. VI. kötet. Főszerk. Király István. Budapest, 1979. 648.
- Nyirkos István: Irodalmi nyelv – köznyelv – népnyelv.[halott link] Magyar Nyelvjárások, 24 (1982): 19–30.
- Sebestyén Árpád, „A nyelv területi tagolódása és társadalmi rétegződése” témakör tantervi helyzetéről. Magyar Nyelvőr, 105: 319–28.
- Tompa József (szerk.): A mai magyar nyelv rendszere I. Budapest, 1961